# جایزه بزرگ بلژیک ۱۹۵۰
جایزه بزرگ بلژیک ۱۹۵۰ (انگلیسی: ‎1950 Belgian Grand Prix‎) یک مسابقهٔ موتوری در رشتهٔ اتومبیل‌رانی فرمول یک بود که در تاریخ ۱۸ ژوئن ۱۹۵۰ در اسپا-فرانکورشان واقع در اسپا، بلژیک برگزار شد. این گراند پری در میان ۷ گراند پری در فصل ۱۹۵۰، مسابقهٔ شمارهٔ ۵ بود.
در این مسابقه که در ۳۵ دور و به مسافت ۴۹۴٫۲ کیلومتر (۳۰۷٫۰۸۲ مایل) برگزار شد، پول پوزیشن توسط جوزپه فارینا کسب شد و سریع‌ترین زمان برای طی یک دور پیست که برابر با ۴:۳۴٫۱ بود نیز توسط جوزپه فارینا به ثبت رسید.
خوان مانوئل فانخیو از تیم آلفا رومئو، لوئیجی فاجولی از تیم آلفا رومئو و لویی روزیه از تیم تالبوت-لاگو-تالبوت به‌ترتیب مقام‌های اول تا سوم مسابقه را کسب کردند.

## رده‌بندی قهرمانی پس از مسابقه
| رده‌بندی قهرمانی رانندگان \| \| جایگاه \| راننده \| امتیاز \| \| -------- \| ------ \| ------------------ \| ------ \| \| \| ۱ \| جوزپه فارینا \| ۲۲ \| \| \| ۲ \| لوئیجی فاجولی \| ۱۸ \| \| \| ۳ \| خوان مانوئل فانخیو \| ۱۷ \| \| ۲ \| ۴ \| لویی روزیه \| ۱۰ \| \| ۱ \| ۵ \| جانی پارسونز \| ۹ \| \| منبع:[۱] \| \| \| \| |        |                    |        |
| | جایگاه | راننده             | امتیاز |
| | ۱      | جوزپه فارینا       | ۲۲     |
| | ۲      | لوئیجی فاجولی      | ۱۸     |
| | ۳      | خوان مانوئل فانخیو | ۱۷     |
| ۲ | ۴      | لویی روزیه         | ۱۰     |
| ۱ | ۵      | جانی پارسونز       | ۹      |
| منبع: |        |                    |        |

یادداشت
- تنها پنج جایگاه نخست از هر رده‌بندی نمایش داده شده‌است.